# Кожух
Кожух или ћурак у словенском језику означава зимски  одевни предмет израђен од јагњеће или овчије коже с руном, која покрива унутрашњу страну кожуха. Убраја се у најстарије хаљетке, а његова првобитно једноставна израда и приступачан материјал условили су и широку примену код многих народа, укључујуће и Србе.
Кожуси су производ градских и сеоских занатлија ћурчија, односно кожухара, који су своју робу израђивали по поруџбини или као лагерску робу, без мере, за продајну сезону на пијацама и вашарима.

## Етимологија
Појам кожух потиче од речи кожа, што је прасловенска изведеница од речи кожа и чиста је словенска творевина. Старословенска реч кожух егзистира у савременом језику многих словенских народа: у руском, чешком, словачком, пољском и бугарском, српском...

## Историја
Кожух се кроз историју сматра традиционалним делом словенске одећа од овчје и телеће коже. Тако се кожух помиње у бројним записима и на сликама на простору Русије, Пољске Украјине, Балканског полуострва. У многим од ових земаља кожух је постао и део традиционалне народне ношње као што је то случај нпр. у Украјини.
Србија
Прва употреба кожуха забележена је у средњовековној Србији, у Студеничком типику у коме се наводи да су их носили калуђери. На Минхенском псалтиру, у сцени орање, орач је огрнут огромним кожухом. У Хрисовуљи манастира Светог Стефана у Бањској, задужбини краља Милутина, кожух се помиње у првим деценијама 14. века.
У писму Цара Душан које је он упутио ћелији светог Саве у Кареји помиње се гуњ и кожух. 
Почетком 15. века деспот Стефан Лазаревић донео је Закон о рудницима, у чијем се 15. члану говори помиње реч кожухарех.
И у Банату се 
У 13. веку и у Банату се међу бројним занатлијама помињу и крзнари, а у 17. веку, осим у Банату, ћурчије се помињу у доњој Бачкој и Срему. 
У збиркама Етнографског музеја у Београду најстарији датирани кожуси потичу с краја 19. века, а они новије израде из 1980-тих. Сви кожуси су припадали сеоској популацији, подједнако су их одевали мушкарци, жене и деца.  
Кроз историји територијално распрострањење кожуха се на простору данашње Србије може прати у читавој Војводини, Посавини, Мачви, београдској околини, Шумадији, Ваљевској Колубари, Тамнави, Ваљевском Подгору, Рађевини, Јадру, источној Србији (од Дунава па дуж Велике Мораве и Тимока све до Пирота и Врања) и, мада ређе, у околини Бајине Баште, Ужица, Косјерића и Трстеника.

## Изглед
Мајстори кожухари често су богато украшавали или „цифрали”, ову  врсту одеће када су израђивали  за  девојачке и момачке кожухе. Кожуси су пре свега украшавани разнобојном кожом, мушемом, концем, свилом, вуном, финим крзном, имитацијом крзна, огледалцима, шљокицама, „златном“ и „сребрном“ нити, чојом, плишом, хартијом и кожним и металним дугмадима. 
Од тако разноврсног материјала мајстори су слагали разнолике орнаменте, и то углавном вегетабилне, мање геометријске и зооморфне, а ретко хералдичке и словне. Цвет је широко заступљен мотив, било појединачно или као детаљ у цветној композицији, а често је компонован и са другим елементима, као што су срце, лозице, кружићи. Распоред композиције и њена позиција на кожуху условили су најразличитије називе за вегетабилне орнаменте на кожусима: црна грана, девојачка и момачка грана, венац, рајска башта, велико срце, фиока, каланчеви и друго.
Кожух је било традиционални део одеће Украјинаца, рађене од овчије коже. Јакне су биле различите дужине, са или без рукава, углавном беле. Носили су се зими и лети као део традиционалне украјинске одеће. Поједини кожуси су билие везени нитима од свиле или вуне. У региону Кијева кожух су најчешће носили обични људи. 
Мађарски Украјинци носили су кратке кожухе, али без рукава. На древним сликама козаци су такође приказани у сличним крзненим капутима - кожи. 
Мађарски Русини носили су кожухе са ниским овратником и  крзном око вцрата и на манжетнама, који су били у облику огртача.
У региону Полтаве, кожуси су били дуги до колена. Вечи део кожуха, био је извезен. Посебна пажња током везења посвећена је овратнику и доњем делу кожуха. Овчја кожа је често била везена и преко леђа, на сваком од три краја, најчешће зеленом и црвеном бојом. Мајстор је прво на кожу нанео шару графитом, а потом је везо шару. Украси на кожуху су често били флористички — приказ грана и цвећа. Валовите гране су углавном везене црним нитима, листови су зелени, а цветови црвени, љубичасти и жути. У региону Полтаве, најраспрострањеније везење кожуха било је у околини Зинкова.
У Подиљи су у давним временима мушкарци дуго носили кожухе, а жене су правиле беке (женску елегантну одећу, кратку, до колена, прекривена граном или плавом крпом). Зими су мушкарци носили беле јакне с припијеним леђима, извезене обојеном свилом (зеленом и црвеном).
Женске јакне у Украјини нису биле другачије од мушких.
Најстарији типови кожуха с подручја данашње Србије били су беле боје, једноставног кроја и без орнамената, јер су првобитно служили само за заштиту од хладноће. 
Бојени кожуси почињу да се израђију и носе тек од друге половине, а највише крајем 19. века. У том периоду кожу читаве површине кожуха се богато украшавају, највише у Војводини, из које је, нешто касније, иста мода пренесена и у пределе Србије јужно од Саве и Дунава.